# Чемпионат СССР по самбо 1960
14-й Чемпионат СССР по самбо проходил в Киеве с 22 по 25 октября 1960 года. В соревнованиях участвовал 181 спортсмен от 14 команд ДСО и ведомств.

## Медалисты
| Весовая категория           | Золото                                      | Серебро                                    | Бронза                                       |
| --------------------------- | ------------------------------------------- | ------------------------------------------ | -------------------------------------------- |
| Наилегчайший вес (до 56 кг) | В. Карелин «Динамо» (Москва)                | А. Фролов «Буревестник» (Москва)           | Ишлам Пагиев «Динамо» (Одесса)               |
| Легчайший вес (до 60 кг)    | Александр Лукичёв «Буревестник» (Москва)    | Василий Лизунов «Динамо» (Ленинград)       | Ярослав Керод Советская Армия (Ленинград)    |
| Полулёгкий вес (до 64 кг)   | Олег Степанов «Буревестник» (Москва)        | Муртаз Элердашвили «Буревестник» (Тбилиси) | Гурам Симонишвили «Динамо» (Тбилиси)         |
| Лёгкий вес (до 68 кг)       | Александр Клубничкин «Буревестник» (Москва) | Роберт Джгамадзе Советская Армия (Москва)  | Арон Боголюбов «Динамо» (Ленинград)          |
| Полусредний вес (до 72 кг)  | Борис Климович «Динамо» (Ленинград)         | Супьян Зубайраев «Буревестник» (Москва)    | Валико Мариамули «Колмеурне» (Тбилиси)       |
| Средний вес (до 77 кг)      | Закария Мухиашвили «Динамо» (Тбилиси)       | Альфред Каращук «Буревестник» (Москва)     | Илья Ципурский «Буревестник» (Москва)        |
| Полутяжёлый вес (до 85 кг)  | Генрих Шульц «Буревестник» (Москва)         | Дурмишхан Беруашвили «Динамо» (Тбилиси)    | О. Хачидзе Советская Армия (Тбилиси)         |
| Тяжёлый вес (свыше 85 кг)   | Анатолий Рощин Советская Армия (Ленинград)  | Анзор Кикнадзе «Динамо» (Тбилиси)          | Александр Иваницкий Советская Армия (Москва) |